# Triglochin longicarpa
Triglochin longicarpa là một loài thực vật có hoa trong họ Juncaginaceae. Loài này được (Ostenf.) Aston mô tả khoa học đầu tiên năm 2008.